# Mathias Raymond
Mathias Raymond est un sportif monégasque né le 13 janvier 1986 à Monaco. Il mesure 1 mètre 90 pour 92 kilos. Il a participé aux Jeux olympiques d'été de 2008 à Pékin et aux Jeux olympiques d'été de 2012 à Londres en aviron.
Il a découvert l'aviron à l'âge de 14 ans, d'abord pour partager un sport entre amis et également pour résoudre des problèmes de dos. Très rapidement, il prit goût à ce sport complet.
Il est actuellement sociétaire de l'Aviron Union Nautique de Villefranche, club avec lequel il a déjà remporté un titre de champion de France en 2007 et deux secondes places en 2009 et 2010.

## Jeux olympiques de Pékin 2008
Il fut le porte-drapeau de la principauté aux Jeux olympiques d'été de Pékin.
Il prit part à l'épreuve d'Aviron (skiff masculin). Il finit 4e sur 5 de sa série éliminatoire, ce qui suffisait pour se qualifier en quart de finale. Il était toutefois éliminé à ce stade en finissant 5e sur 6, terminant ainsi au 22e rang des jeux.

## Jeux olympiques de Londres 2012
Il prit part à l'épreuve d'aviron pour sa deuxième olympiade (skiff masculin), après plusieurs mois de préparation intense .
La compétition débuta le samedi 28 juillet 2012. Il réussit à prendre la 3e position lors de sa série éliminatoire, se qualifiant ainsi directement pour les quarts de finale qui devaient se tenir le mardi 31 juillet 2012. Le niveau fut particulièrement relevé, il atteignit toutefois la 5e position. La compétition se poursuivit avec les demi-finales qualificatives pour une finale C ou D le mercredi 1er août 2012. Après une course haletante, il arracha son ticket pour la finale C en terminant en 3e position, remplissant ainsi les objectifs qu'il s'était fixé.  La finale C se tint le vendredi 3 août 2012, date de fin des épreuves de Skiff. Il en termina 6e, ce qui lui permit de se hisser à la 18e places des jeux dans sa catégorie.

## Jeux méditerranéens de plage 2019
Mathias Raymond est médaillé de bronze en deux de couple aux Jeux méditerranéens de plage de 2019 à Patras.